# Kościół Najświętszej Maryi Panny Ostrobramskiej - Matki Miłosierdzia w Łodzi
Kościół pw. Najświętszej Maryi Panny Ostrobramskiej – Matki Miłosierdzia w Łodzi – przyklasztorna świątynia rzymskokatolicka, znajdująca się w Łodzi przy ulicy Rudzkiej 55/57. Świątynia została wzniesiona przez ewangelików w latach 1928-1935 wedle projektu Teodora Bursche. Po II wojnie światowej władze PRL przekazały kościół katolikom, a w 1946 roku dano go ss. Bernardynkom przesiedlonym z Wilna. Obok kościoła znajduje się klasztor żeński i przedszkole.
W ołtarzu głównym w kościele znajduje się kopia obrazu Matki Bożej Ostrobramskiej namalowana 1927 roku, autorstwa siostry zakonnej – Franciszki Wierzbickiej. Obraz, celem rozróżnienia go od oryginału został skrócony o 2 cm.